# Seweryn Malewski
Seweryn Malewski herbu Jastrzębiec (zm. po 1792) – marszałek wyszogrodzki konfederacji barskiej od maja 1769 roku, regimentarz wyszogrodzki.
Był posłem na sejmy 1764 roku i 1782 roku. W bitwie pod Dobrą został ranny i wzięty do niewoli rosyjskiej, zesłany do Kazania. Powrócił na przełomie 1773/1774 roku.